# Zaczarowany rower
Zaczarowany rower – polski film obyczajowy z 1955 roku w reżyserii Silika Sternfelda.

## Produkcja
Produkcja filmu rozpoczęła się w kwietniu 1954. Zdjęcia plenerowe do filmu powstały w Warszawie (wiadukt Markiewicza przy ul. Karowej, Trasa W-Z, Hotel Bristol, ul. Świętokrzyska, Stadion „Legii” przy ul. Łazienkowskiej, dworzec Warszawa Główna), a także w okolicach Chęcin i Kielc. Zdjęcia kręcono m.in. w czasie Wyścigu Pokoju. 

## Opis fabuły
Staszek Popiel jest gwiazdą polskiej drużyny kolarskiej. Niestety więcej uwagi poświęca własnej karierze niż walce drużynowej. Sportowiec zataja przed kolegami kontuzję i w rezultacie polski zespół słabo wypada w ważnym wyścigu. Przełomem w postawie kolarza staje się propozycja uszkodzenia roweru najgroźniejszego rywala.

## Obsada
- Józef Nalberczak − jako Stanisław Popiel
- Teodor Gendera − jako Zenon Wzorkiewicz
- Bernard Michalski − jako Albin Wzorkiewicz
- Włodzimierz Skoczylas − jako Józef Łazowski
- Ignacy Gogolewski − jako Mieczysław Duchowicz
- Bolesław Płotnicki − jako kierownik Mączyński
- Aleksander Sewruk − jako mechanik Wanicki
- Stanisław Libner − jako mechanik
- Julian Jabłczyński − jako Harandy
- Wincenty Grabarczyk − jako Jan Strzałka
- Tomasz Zaliwski − jako kolarz rumuński
- Roman Polański − jako Adaś

i inni